# Dai Changren
Pour les articles homonymes, voir Dai.
Dai Changren est un joueur d'échecs chinois né le 10 janvier 1999, champion de Chine 2022 et grand maître international depuis 2023.
Au 1er août 2023, il est 34e joueur chinois avec un classement Elo de 2 499 points.

## Biographie et carrière
En  2016, à 16 ans, Dai Changren finit 1er-4e du tournoi zonal chinois qualificatif pour la coupe du monde d'échecs. Lors de la Coupe du monde d'échecs 2017, il fut éliminé au premier tour par Vladimir Kramnik.
Dai Changren finit 1er-3e de l'Open de Shangaï en octobre 2018. Il obtint le titre de maître international la même année et le titre de grand maître international en 2023.
En Chine, Dai Changren remporta le championnat de Chine en 2022 avec 7 points marqués en 11 parties et finit troisième en 2023 avec le même score.